# (16356) Univbalttech
(16356) Univbalttech – planetoida z pasa głównego asteroid okrążająca Słońce w ciągu 5 lat i 212 dni w średniej odległości 3,15 j.a. Została odkryta 1 kwietnia 1976 roku w Krymskim Obserwatorium Astrofizycznym w Naucznym na Krymie przez Nikołaja Czernycha. Nazwa planetoidy pochodzi od Bałtyckiego Uniwersytetu Technicznego w Petersburgu. Przed nadaniem nazwy planetoida nosiła oznaczenie tymczasowe (16356) 1976 GV2.